# Hôpital des Anglais
L'hôpital des Anglais est un hôpital médiéval en ruines situé à Peyrusse-le-Roc, en France.

## Localisation
L'hôpital est situé sur la commune de Peyrusse-le-Roc, dans le département français de l'Aveyron.

## Historique
L'édifice est inscrit au titre des monuments historiques en 1992.